# 쌍둥이 소수 추측
쌍둥이 소수 추측(영어: Twin prime conjecture)은 정수론에서 가장 유명한 추측 가운데 하나로, 다음과 같다.
{\displaystyle p+2}가 소수인 소수 {\displaystyle p}가 무한히 존재한다.
이런 소수쌍을 쌍둥이 소수라고 부르기 때문에 이런 이름이 붙었다.
1849년 프랑스 수학자 알퐁스 드 폴리냐크(Alphonse de Polignac)는 이 추측을 더 일반화시켜, 임의의 자연수 k에 대해 {\displaystyle p-p'=2k}를 만족하는 순서쌍 {\displaystyle (p,p')}가 무한히 존재한다는 추측을 만들었다. 쌍둥이 소수 추측은 k가 1일 때에 해당된다.

## 브룬의 정리
1915년 노르웨이 수학자 비고 브룬(Viggo Brun)은 놀라운 결과를 발표했는데, 그 결과는 다음과 같다.
쌍둥이 소수의 역수의 총합은 수렴한다.
즉, 다시 말해서, 다음 수열이 수렴한다는 의미이다.
{\displaystyle \left({\frac {1}{3}}+{\frac {1}{5}}\right)+\left({\frac {1}{5}}+{\frac {1}{7}}\right)+\left({\frac {1}{11}}+{\frac {1}{13}}\right)+\left({\frac {1}{17}}+{\frac {1}{19}}\right)+\cdots }
위 결과를 브룬의 정리(Brun's theorem)라고 부른다. 조화급수와 마찬가지로 소수의 역수의 총합은 발산하기 때문에 결국 쌍둥이 소수 자체의 밀도가 생각보다 높지 않음을 보여준다. 이 쌍둥이 소수의 역수의 총합을 브룬 상수(Brun's constant)라고 부르는데 그 값은 대략 1.90216054에 근접한다.
브룬의 정리를 증명하는 법은 본질적으로 에라토스테네스의 체와 포함배제의 원리(Inclusion-exclusion principle)를 이용한다.

## 천의 정리
1966년 중국의 수학자 천징룬(진경윤, 중국어 간체자: 陈景润, 병음: Chén Jǐng Rùn)은 무한히 많은 소수 {\displaystyle p}에 대해 {\displaystyle p+2}가 소수이거나 거의 소수임을 증명했다. 여기서 '거의 소수'란 두 개의 소수의 곱으로 표현가능한 수를 말한다. 이 결과는 천의 정리(Chen's theorem)라 부르며 골드바흐의 추측과도 밀접하게 연결되어 있다.

## 소수 간격에 관한 정리들
소수 정리에 의하면 충분히 큰 소수 p에 대해서 소수 간극이 ln(p)로 점근한다.
1940년 폴 에르되시는 어떤 상수 c < 1에 대해 바로 다음 소수와의 간극 (p' - p)가 (c ln p)보다 작은 소수 p가 무한히 많이 존재함을 증명하였다. 이는 소수 간극의 하한이 느리게 증가한다는 것을 의미하며, 이후 많은 학자들이 이를 개선하여 c의 상한을 점점 좁혀갔다. 그러다가 2005년에는 Goldston, Pintz, Yıldırım이 c의 상한을 무한히 좁힐 수 있다는 결과, 즉 다음을 증명하였다:
{\displaystyle \liminf _{n\to \infty }{\frac {p_{n+1}-p_{n}}{\log p_{n}}}=0.}
그러나 간격을 c ln ln p처럼 로그함수보다 느리게 증가시키는 경우에는 부등식이 성립하는지 알 수 없다.
2013년 장이탕(Yitang Zhang)이 소수 간극의 하극한이 유한한 수인 70,000,000보다 작다는 것을 증명함으로써 큰 진척이 이루어졌다. 이후 Polymath Project에 의해 이 상한은 246까지 좁혀졌다.

## 같이 보기
쌍둥이 소수